# Maud Bonneaud
Madeleine Annette Bonneaud (* 4. Januar 1921 in Limoges; † 13. November 1991 in Madrid) war eine französische Künstlerin. Nach ihrer Heirat mit Óscar Domínguez im Jahr 1945 führte sie den Namen Maud Domínguez, später, nach ihrer Heirat mit Eduardo Westerdahl im Jahr 1955, wurde sie als Maud Westerdahl bekannt.

## Leben

### Südfrankreich
Maud Bonneaud wurde als Tochter der Pädagogin Adrienne Aimée L’Hotelier und ihres Ehemannes, des Gymnasiallehrers Arsènne Theódore Bonneaud, am 4. Januar 1921 in Limoges geboren. Im Laufe ihrer Schulausbildung besuchte sie ab dem Jahr 1936 für einige Zeit eine internationale Schule in London. Im Anschluss an das Abitur in Limoges studierte sie ab 1939 an der Universität Poitiers. In dieser Zeit lernte sie verschiedene Vertreter des Surrealismus (u. a. André Breton) kennen, die einen starken Eindruck bei ihr hinterließen. Nach ihrem Universitätsabschluss in Literaturwissenschaften im Jahr 1941 veröffentlichte sie Artikel und Gedichte in verschiedenen französischen Zeitungen und Zeitschriften.

### Paris
Ab 1943 lebt sie in Paris, das zu der Zeit von deutschen Truppen besetzt war. Sie pflegte Kontakte zu den dort verbliebenen Künstlern der Avantgarde, u. a. zu Pablo Picasso, Dora Maar, Man Ray und Óscar Domínguez.
Anfang 1944 wurde ihr Vater deportiert und im KZ Buchenwald ermordet.
Im Jahr 1945 heiratete sie in Paris Óscar Domínguez Palazon.
In diesem Jahr begann sie auch kleinere Bilder, Objekte und Schmuckstücke in einer von ihr selbst entwickelten Emailtechnik herzustellen. Aufgrund der Herstellungsweise haben die einzelnen Stücke nur ein kleines Format (z. B. 8 × 10 cm). Durch Zusammenstellung mehrerer Stücke zu einem Gesamtbild entstanden allerdings auch größere Bilder. Ihre Arbeiten wurden in der Folgezeit in Ausstellungen im Anglo-French Art Center in London sowie in Olmütz, Prag und Bratislava gezeigt. Maud Bonneaud war auch in der Dauerausstellung der Galería Dina Vierny vertreten. Für Christian Dior fertigte sie einige Schmuckstücke an. Im April des Jahres 1954 fand im Casino Principal de Santa Cruz de Tenerife eine von Eduardo Westerdahl organisierte Einzelausstellung ihrer Arbeiten statt. Zur Eröffnung reiste Maud Domínguez zum ersten Mal in die Heimat ihres Ehemannes nach Teneriffa. Diese Ausstellung wurde anschließend auch in Las Palmas de Gran Canaria gezeigt.

### Santa Cruz de Tenerife
Nach der Scheidung von Óscar Domínguez heiratete sie am 22. November 1955 in Paris Eduardo Westerdahl Oramas. Am 28. Oktober 1957 wurde ihr Sohn Hugo Bernardo Westerdahl Bonneaud geboren.
Zu Ende der 50er Jahre trat Maud Westerdahl wieder verstärkt mit literarischen Aktivitäten und neuen Bildern und Objekten hervor. Sie schrieb Kunstkritiken für unterschiedliche Zeitungen und Zeitschriften, vor allem aber verfasste sie die Texte für eine ganze Reihe von Ausstellungskatalogen befreundeter Künstler. Das Ehepaar Westerdahl machte verschiedene Reisen, bei denen es immer wieder zu Treffen mit Pablo Picasso kam.
Nach dem Tod ihres Mannes im Jahr 1983 zog sie 1987 nach Madrid, verbrachte aber oft den Winter auf Teneriffa. Maud Westerdahl starb am 13. November 1991 in Madrid.

## Ausstellungen
- 1956: Einzelausstellung ihrer Arbeiten im Instituto de Estudios Hispánicos in Puerto de la Cruz
- 1959: Gemeinschaftsausstellung mit César Manrique, Pablo Serrano und Fernando Mignoni in Madrid
- 1960: Gemeinschaftsausstellung zusammen mit Arbeiten von Tanja Tamvelius im Instituto de Estudios Hispánicos in Puerto de la Cruz
- 1961: Einzelausstellung in Madrid
- 1961: Gemeinschaftsausstellung unter dem Titel Feria de Navidad im Círculo de Bellas Artes de Tenerife in Santa Cruz de Tenerife
- 1962: Gemeinschaftsausstellung mit Tanja Tamvelius im Instituto de Estudios Hispánicos in Puerto de la Cruz
- 1962: Gemeinschaftsausstellung unter dem Titel Feria de Navidad im Círculo de  Bellas Artes de Tenerife in Santa Cruz de Tenerife
- 1963: Einzelausstellung im Sala del Prado del Ateneo in Madrid
- 1965: Gemeinschaftsausstellung Las Doce mit Gemälden, Skulpturen, Wandteppichen und Emailarbeiten im Círculo de Bellas Artes de Tenerife in Santa Cruz de Tenerife und im Instituto de Estudios Hispánicos in Puerto de la Cruz[4]
- 1967: Gemeinschaftsausstellung VIII Exposición Regional de Pintura y Escultura (8. Regionalausstellung für Malerei und Bildhauerei) im Círculo de Bellas Artes de Tenerife in Santa Cruz de Tenerife
- 1969: Gedenkausstellung für Miguel Tarquis im Museo Municipal de Bellas Artes de Santa Cruz de Tenerife
- 1970: Einzelausstellung Arbeiten im Museo Municipal de Bellas Artes de Santa Cruz de Tenerife
- 1972: Ausstellung zu Ehren von José Luis Sert in den Ausstellungsräumen der Architektenkammer in Santa Cruz de Tenerife
- 1972: Einzelausstellung Esmaltes ihre neuesten Arbeiten in der Sala Conca in La Laguna
- 1973: Ausstellung zu Ehren von Manolo Millares in der Galería Juana Mordó in Madrid
- 1974: Ausstellung von Arbeiten auf der Muestra de Artes Plásticas de Baracaldo
- 1976: Gemeinschaftsausstellung kanarischer Künstler
- 1977: Gemeinschaftsausstellung zu Ehren von Pablo Picasso in der Galería Balos in Las Palmas de Gran Canaria
- 1980: Letzte Einzelausstellung unter dem Titel Fabulario in der Galería Rodin in Santa Cruz de Tenerife[5]
- 1987: Ausstellung zu Ehren von Maud Westerdahl im Círculo de Bellas Artes de Tenerife
- 2005: Gedenkausstellung an Maud und Eduardo Westerdahl[6]